# Loxoblemmus equestris
Loxoblemmus equestris är en insektsart som beskrevs av Henri Saussure 1877. Loxoblemmus equestris ingår i släktet Loxoblemmus och familjen syrsor. Inga underarter finns listade i Catalogue of Life.